# Trofim Lomakin
Trofim Lomakin (rus: Трофим Фёдорович Ломакин)  (krai de l'Altai, 2 d'agost de 1924 - Moscou, 13 de juny de 1973) fou un aixecador de peses rus, que va competir sota bandera de la Unió Soviètica durant la dècada de 1950.
El 1952 va prendre part en els Jocs Olímpics d'Estiu de Hèlsinki, on guanyà la medalla d'or en la competició de pes pesant lleuger del programa d'halterofília. Vuit anys més tard, als Jocs de Roma, guanyà la medalla de plata en la prova del pes semipesant.
En el seu palmarès també destaquen quatre medalles al Campionat del Món d'halterofília, dues d'or i dues de plata, entre les edicions de 1953 i 1958; i cinc medalles al Campionat d'Europa d'halterofília, quatre d'or i una de plata entre les edicions de 1952 i 1958. També va guanyar tres títols soviètics de pes pesant lleuger (1953, 1955, 1957) i un títol del pes semipesant (1960). Entre 1953 i 1960 va establir cinc rècords mundials oficials i cinc no oficials.
L'alcoholisme que patia va fer que fos exclòs de l'equip olímpic de 1956 i posteriorment acomiadat de manera deshonrosa de l'exèrcit soviètic. Una vegada retirat es va veure involucrat en assumptes delictius, sent condemnat a cinc anys de presó a finals de la dècada de 1960 per intentar treure or de contraban de la Unió Soviètica. Fou alliberat al cap de tres anys, però poc després fou trobat després de caure d'una alçada de 20 metres. Estava molt borratxo en el moment de la caiguda, però mai es va aclarir si fou un accident o fou mort pels seus vincles amb el crim.